# Aderus truncaticeps
Aderus truncaticeps é uma espécie de inseto besouro da família Aderidae. Foi descrita cientificamente por Maurice Pic em 1928.

## Distribuição geográfica
Habita em Tonquim (Vietname).